# Sramotilni steber
Sramotilni steber ali pranger (iz nemško Pranger) je steber, na katerega so predvsem v srednjem veku za kazen privezovali storilce nekaterih sramotnih dejanj in jih izpostavljali javnemu posmehu in sramotenju. Včasih so bili prangerji pogosti in so bili znamenje nižje sodne oblasti. Ohranilo se jih je malo.

## Pranger
Beseda pranger je ime za različne, na javnih prostorih postavljene naprave na, ob ali v katere so priklenili, privezali ali zaprli obsojene. Javno postavljeni kaznovalni objekti so bili stalna grožnja in znak sodnih pooblastil. Trajne objekte so imeli le ponekod, zato tudi ni nastala enotno značilna oblika sramotilnih stebrov, vendar jih je večkrat opredeljevala krogla na vrhu kot simbol oblasti. Izpostavljanje ob stebrih je bila dejavnost nižjega sodstva, temelječega na lokalnem običajnem pravu, največkrat je sledilo manjšim prestopkom, z namenom izpostavitve javnemu posmehu. Sramotilne kazni so izvrševali največ na tržnih prostorih in pred župnijskimi cerkvami, ko je bilo tam mnogo ljudi, zlasti ob sejmskih dnevih in nedeljah.

## Sramotilni stebri v Sloveniji
| Slika | Kraj                    | Letnica   |
| ----- | ----------------------- | --------- |
|       | Brestanica              | 1776–1799 |
|       | Koper                   |           |
|       | Lemberg pri Šmarju      |           |
|       | Motnik                  | 1793      |
|       | Negova                  | 1656      |
|       | Pilštanj                |           |
|       | Piran                   |           |
|       | Planina pri Sevnici     |           |
|       | Podsreda                | 1667      |
|       | Predgrad                |           |
|       | Ptuj (Orfejev spomenik) |           |
|       | Ptujska Gora            | 1855      |
|       | Radovljica              |           |
|       | Grad Raka               |           |
|       | Rečica ob Savinji       | 1585      |

V Šmarju pri Jelšah stoji sodobni pranger.